# Common Deed
Creative Commons és una organització no governamental sense ànim de lucre que desenvolupa plans per ajudar a reduir les barreres legals de la creativitat, per mitjà d'una nova legislació i noves tecnologies. Va ser fundada per Lawrence Lessig, professor de dret de la Universitat Stanford i especialista en ciberdret, que va presidir fins al març de 2008.
Un cop acabada i finalitzada l'edició de qualsevol dels tipus de llicències lliures que Creative Commons ens permet utilitzar, podem trobar la garantia que l'organització ens permet obtenir acabat el procés d'elecció del nostre treball. És una escriptura o garantia en què veiem resumida les diferents llicències lligades a l'obra, de manera que informa dels deures i de les llibertats que han d'acatar les persones que la utilitzin:
- Reconeixement, o Attribution (by): sempre que es reconegui l'autoria de l'obra, aquesta pot ser reproduïda, distribuïda i comunicada públicament.
- No comercial, o Non Commercial (nc): no es pot utilitzar l'obra ni els treballs derivats per a finalitats comercials.
- Sense obres derivades, o No derivative works (nd): no es pot alterar, transformar o generar una obra derivada de l'obra original.
- Compartir igual, o Share alike (sa): si s'altera o transforma l'obra, o se'n generen obres derivades, han de quedar subjectes a la mateixa llicència que l'obra original.

## Tipus de deeds
Hi ha diferents tipus de deeds disponibles en funció de l'estat en què es troba la seva propietat. Cada un dels actes esmentats a continuació es pot utilitzar per a la transferència o canvi de títol, però conté diferències importants. Independentment del tipus de formulari, cada acte ha de servir per realitzar la seva funció principal, que és la transferència de títol. A continuació es mostra una breu descripció dels tipus de deeds més comuns:
- Grant Deed - (d'ús comú a Califòrnia)

Ofereix dues garanties: (1) Que ell/a no ha transferit la propietat a una altra persona, i (2) en el moment de la transferència, els béns transferits estan lliures de gravàmens fets o soferts. (Creat per les lleis locals, que poden variar d'un estat a un altre ha de revisar la seva legislació local)
- Grant Bargain Sale Deed - (d'ús comú a Nevada)

Ofereix dues garanties: (1) Que ell/a no hagi transferit la propietat a una altra persona, i (2) en el moment de la transferència, la propietat que es transfereix està lliure de gravàmens fets o soferts. (Creat per les lleis locals, que poden variar d'un estat a un altre – ha de revisar la seva legislació local) 
- Quitclaim Deed – (comú en la majoria dels estats)

No s'ofereix cap garantia en absolut. El cedent renúncia en una acta totes les transferències de propietat reals i potencials per al cessionari. Aquesta forma se sol utilitzar per establir la propietat única i separada del seu cònjuge o de transferir la propietat de conformitat amb el divorci.
La quitclaim deed també s'utilitza quan hi ha un "núvol" en el títol de la propietat. El títol de la propietat no pot mostrar explícitament el seu nom com a propietari, però sota la llei estatal que podria tenir alguna propietat. Per estar segur, una quitclaim deed podria ser utilitzada per a transferir la propietat potencial per assegurar-se que no hi ha un "núvol" en contra del títol. La quitclaim deed es pot utilitzar per a tota mena de transferències, però s'utilitza amb freqüència per treure els "núvols" en el títol de la propietat. (Creat per les lleis locals, que poden variar d'un estat a un altre – ha de revisar la seva legislació local) 
- General Warranty Deed – (comú en alguns estats)

Garanteix a qui pertany aquella propietat, no hi ha gravàmens contra la propietat, el comprador podrà gaudir tranquil·lament de l'ús de la propietat, defensarà el títol de qualsevol persona que fa una demanda legal. (Creat per les lleis locals, que poden variar d'un estat a un altre – ha de revisar la seva legislació local) 
- Special Warranty Deed – (comuna en alguns estats com Arizona)

En general ofereix les mateixes garanties que una garantia general, però en lloc de defensar el títol de qualsevol persona que presenti una reclamació, el cedent només defensarà reclamacions legals que sorgeixen de fets ocorreguts durant el període amb l'amo de la propietat. Per tant, això reduirà les obligacions del cedent de les possibles reclamacions. (Creat per les lleis locals, que poden variar d'un estat a un altre – ha de revisar la seva legislació local)